# Шейла Невінс
Шейла Невінс (нар. 6 квітня 1939) — американська телевізійна продюсерка та колишня керівниця відділу документальних фільмів MTV студії MTV Entertainment. Раніше Невінс була президентом HBO Documentary Films. Вона спродюсувала понад 1000 документальних фільмів для HBO і є однією з найвпливовіших людей у документальному кіно. Вона працювала над постановками, які були відзначені 35 нагородами «Еммі» за новини та документальні фільми, 42 нагородами «Пібоді» та 26 нагородами «Оскар». Невінс виграла 31 індивідуальну нагороду Primetime Emmy Awards, більше, ніж будь-хто інший. Шейла Невінс є членом ради директорів Peabody Awards.

## Молодість та освіта
Невінс народилася в єврейській сім'ї в Нижньому Іст-Сайді Мангеттена в Нью-Йорку в родині Стелли Невінс (уроджена Розенберг), хіміка, і Бенджаміна Невінса, російського іммігранта, працівника пошти, який був також букмекером. Сім'я Невінс була дуже бідною, а її мати страждала від гострої форми хвороби Рейно, яка призвела до ампутації її кінцівок, і склеродермії. 
Завдяки щедрості свого дядька, багатого винахідника, Невінс навчалася в приватних школах. Невінс відвідувала Little Red School House і Вищу школу виконавських мистецтв у Нью-Йорку.
У 1960 році вона здобула ступінь бакалавра англійської мови в коледжі Барнард. У 1963 році вона здобула ступінь магістра режисури в Єльській школі драми, де вона була однією з двох жінок на режисерській програмі.

## Кар'єра
У 1960-х роках Невінс почала свою кар'єру в Інформаційному агентстві США у Вашингтоні, округ Колумбія. Її найняли на роль секретаря в телесеріалі USIA під назвою «Пригоди» англійською мовою, який був створений для вивчення англійської лексики, яку її персонаж повторював, іноземною мовою. Потім Невінс працювала дослідником, каталогізуючи історичні кадри про Другу світову війну в Бібліотеці Конгресу. Невінс сказала, що ця робота надихнула її перенести увагу з вигаданого світу театру на заснований на фактах світ, задокументований у кіно.
З 1970 по 1973 рік, після повернення до Нью-Йорка, Невінс навчалася у режисера Дона Мішера та продюсера Боба Сквайра. Потім Невінс влаштувалася дослідником на Ела Перлмуттера в новаторському телешоу The Great American Dream Machine на каналі 13, згодом пройшовши шлях до створення сегментів та інтерв'ю «людини з вулиці». Невінс також працювала режисером. Натхненна фільмом «Продавець», вона найняла Альберта та Девіда Мейслзів для режисури частини шоу.
У 1973 році Невінс була польовим продюсером The Reasoner Report на ABC News.
З 1973 по 1975 рік Невінс писала для Time-Life Films.
У 1975 році почала працювати сценаристом і продюсером Дитячої телевізійної майстерні. Вона також працювала в Scribner над записами книг для незрячих людей. Невінс була дослідником, а потім асоційованим продюсером The Great American Dream Machine на Національному освітньому телебаченні.
У 1978 і 1979 роках Невінс працювала продюсером журналу «Хто є хто» CBS News.

### HBO
У 1979 році Невінс була найнятою HBO на посаду директора документальних програм за 13-тижневим контрактом. На цій посаді вона пропрацювала до 1982 року.
З 1983 по 1985 рік Невінс мала власну виробничу компанію під назвою Spinning Reels і створила анімаційну освітню програму Braingames.
У 1986 році Невінс повернулася на HBO в якості віце-президента програм документального кіно.
У 1995 році вона стала старшим віце-президентом з оригінальних програм. Під час перебування Невінс на HBO в документальному серіалі «Америка під прикриттям» з'явилися програми на сексуальну тематику.
З 1999 по 2003 рік Невінс була виконавчим віце-президентом з оригінальних програм на HBO.
У 1998 році Невінс сказала, що вона випускала 12 документальних фільмів на рік на телеканалі HBO, з бюджетом, який зазвичай становив 600 000 доларів США в доларах 1998 року.
З 2004 року Невінс була президентом відділу документальних і сімейних програм HBO.
У березні 2018 року Невінс пішла на пенсію з HBO.

### Письменництво
У 2007 році Невінс написала передмову до книги «Залежність: чому вони не можуть просто зупинитися?», засновану на однойменному документальному серіалі HBO, створеному спільно з Фондом Роберта Вуда Джонсона та Національним інститутом США Зловживання алкоголем і алкоголізму.
У 2017 році Невінс опублікувала мемуари «Ви не виглядаєте на свій вік… та інші історії». У книзі Невінс досліджує поняття старіння, молодості та досвіду. Деякі частини книги містять злегка белетризовані віньєтки та поезію. Кеті Бейтс, Глорія Вандербільт, Лілі Томлін, Марта Стюарт, Меріл Стріп, Ру Пол та багато інших зробили внесок до аудіоверсії цієї книги.

## Особисте життя
У 1963 році Невінс вийшла заміж за юриста. Шлюб закінчився розлученням.
Вдруге Невіс вийшла заміж у 1972 році за інвестиційного банкіра Сідні Коха. У пари народився син, Девід Кох (народився в 1980 році). Вона розповідала про боротьбу свого сина з синдромом Туретта та її труднощі бути працюючою матір'ю з хворим сином. За словами Невінс, серіал HBO «Залежність» 2007 року був натхненний боротьбою її сина зі зловживанням психоактивними речовинами.